# کال‌ور سیتی (کالیفرنیا)
کالوِر سیتی (به انگلیسی: Culver City) شهری در شهرستان لس‌آنجلس، کالیفرنیا ایالت کالیفرنیا است که در سرشماری سال ۲۰۱۰ میلادی، ۳۸۸۸۳ نفر جمعیت داشته‌است.

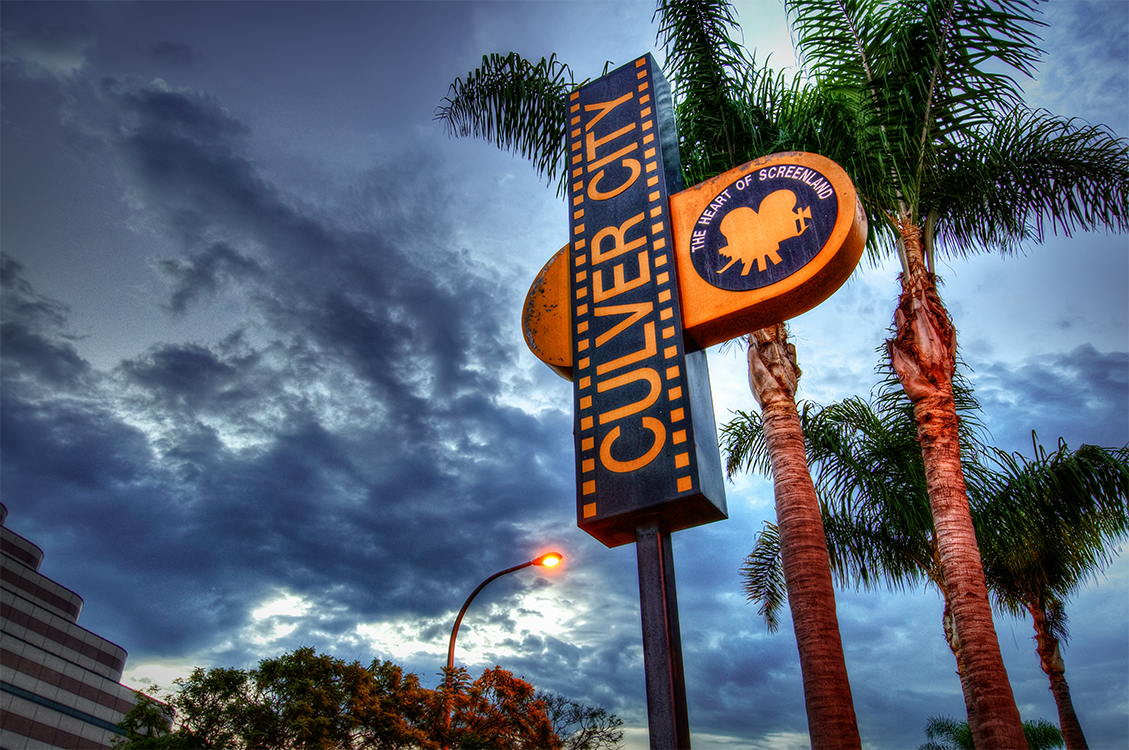